# Rachid Rguig
Rachid Rguig (ar. رشيد رجوغ ;ur. 1 września 1980) – marokański judoka. Olimpijczyk z Pekinu 2008, gdzie zajął trzynaste miejsce w wadze półlekkiej.
Uczestnik mistrzostw świata w 2005. Wicemistrz Afryki w 2009; trzeci w 2008 roku.

## Letnie Igrzyska Olimpijskie 2008
| Konkurencja | Eliminacje                | Repasaże                 | Klas. końcowa |
| Konkurencja | Przeciwnik I              | Przeciwnik I             | Miejsce       |
| ----------- | ------------------------- | ------------------------ | ------------- |
| 66 kg       | Benjamin Darbelet (FRA) P | Sasha Mehmedovic (CAN) P | 13.           |